# (2996) Bowman
(2996) Bowman (1954 RJ) est un astéroïde de la ceinture principale, découvert le 5 septembre 1964 à l'observatoire Goethe Link près de Brooklyn, dans l'Indiana. Il a une magnitude absolue de 11,8.